# رونا مارتین
رونا مارتین (انگلیسی: Rhona Martin؛ زادهٔ ۱۲ اکتبر ۱۹۶۶) ورزشکار کرلینگ اهل بریتانیا است.